# ポール・シーモア
ポール・シーモア (Paul Seymour, 1928年1月30日 - 1998年5月5日) はアメリカ男子プロバスケットボールリーグNBAで活躍した元バスケットボール選手、指導者。出身地はオハイオ州トリード、出身大学はトリード大学。キャリアの大半をシラキュース・ナショナルズ（後のフィラデルフィア・76ers）で過ごし、1955年の優勝に貢献した。

## 経歴
ポール・シーモアことポール・ノーマン・シーモアはトリード大学卒業後の1947年に、誕生したばかりのBAA（NBAの前身）のボルティモア・ブレッツに入団し、22試合に出場したが、兵役に就くためシーズン中にBAAを離れた。この年ブレッツは優勝を果たしており、シーモアは栄えある初代NBAチャンピオンの座を逃した。
除隊後の1949年にシラキュース・ナショナルズに入団。暫くはチームの脇役としての日々が続いたが、ナショナルズ3年目の1951-52シーズン中から大きな成長を見せるようになり、翌1952-53シーズンには初の二桁となる平均14.2得点を記録した。この年のプレーオフでは1回戦でボストン・セルティックスと対決し、第2戦ではトリプルオーバータイムまでもつれた末に敗北し、シリーズも敗退となったが、この試合でシーモアはチームメイトのレッド・ロッチャと共に67分間プレイしており、これはプレーオフ記録となっている。
ドルフ・シェイズらを中心とするナショナルズは当時リーグを代表する強豪チームであり、1954年にはファイナルで当時黄金期を迎えていたミネアポリス・レイカーズを破り、優勝を果たした。このシリーズの第2戦ではシーモアが試合終了間際にハーフラインのやや手前から決勝シュートを決めるという離れ業を見せており、このシーンは「プレーオフ・偉大な60の瞬間」の候補に選ばれた。
シーモアは1956-57シーズンから現役選手のままヘッドコーチを兼任するようになった。優勝した後のナショナルズは中堅チームの座に落ち着いていたが、シーモアがコーチに就いて4シーズン目の1959-60シーズンには45勝30敗の好成績を記録している。しかしシーモアはこのシーズンを最後に11シーズン過ごしてきたナショナルズを去ることになり、また現役からも引退した。BAA/NBA通算成績は12シーズン622試合の出場で、5,836得点2,341アシスト、平均9.4得点3.8アシストだった。
ナショナルズ退団後はセントルイス・ホークス、ボルティモア・ブレッツ、デトロイト・ピストンズのヘッドコーチを歴任した。シーモアのコーチ通算成績は512試合271勝241敗、勝率.529、プレーオフ進出は6回だった。コーチとしてのシーモアは当時NBAで台頭を見せていたアフリカ系アメリカ人選手の擁護者だったと言われている。シーモアは1960-61シーズンからホークスのヘッドコーチに就任したが、ホークスの主力選手であるボブ・ペティットとクリフ・ヘイガンは、アフリカ系アメリカ人のクレオ・ヒルがシュートを打ち過ぎると球団フロントに不平を漏らしていた。彼らの不満の背景にはアフリカ系アメリカ人への差別意識があったとも言われている。フロントは彼らの要求を受け入れ、シーモアにヒルの起用を控えるように言ったが、シーモアはこれを拒否した。シーモアは新シーズンを僅か14試合で解任された。